# Valerian Runkovski
Valerian Runkovski (în rusă Валериан Васильевич Руньковский) (n. 24 februarie 1939, satul Berezivka, raionul Berezivka, regiunea Vinița, RSS Ucraineană) este un om politic al auto-proclamatei Republici Moldovenești Nistrene, care a îndeplinit funcția de șef al Administrației de Stat a raionului Camenca (1998-2008).

## Biografie
Valerian Runkovski s-a născut la data de 24 februarie 1939, în satul Berezivka din raionul Berezivka, regiunea Vinița (RSS Ucraineană), într-o familie de etnie ucraineană. A absolvit Institutul Agronomic din Chișinău în anul 1963, obținând diploma de inginer agronom. Ulterior a urmat și cursurile Academiei de Științe Sociale ale CC al PCUS (absolvite în 1986).
După absolvirea facultății, a lucrat între anii 1963-1969 în domeniul agriculturii. Începând din noiembrie 1969 a ocupat diferite funcții de conducere în organele de partid ale RSS Moldovenești. A îndeplinit funcția de deputat în Sovietul Suprem al RSS Moldovenești (1975-1990), fiind pentru o perioadă vicepreședinte al Sovietului (1985-1987). Începând din noiembrie 1990 a lucrat în Ministerul Agriculturii al RSSM.
Valerian Runkovski a fost numit în anul 1991 vicepreședinte al Comitetului Raional Executiv Camenca. În 1994 este numit prim-vicepreședinte al Administrației de Stat a regiunii Camenca, șef al Administrației pentru agricultură și industrie alimentară.
În anul 1998, Valerian Runkovski este numit șef al Administrației de Stat al raionului Camenca. Este reconfirmat în această funcție în ianuarie 2007. A demisionat din această funcție la data de 20 iunie 2008, pe motiv de vârstă .
Valerian Runkovski a fost decorat cu următoarele distincții: Ordinul de Onoare, Ordinul "Gloria muncii", Medalia "Pentru muncă susținută", Medalia "Pentru serviciu ireproșabil" clasa a III-a, medalii aniversare etc. A primit titlul onorific de “Muncitor fruntaș al RMN”.
Valerian Runkovski este căsătorit și are doi fii majori. 